# Stronghold 3
Stronghold 3 (рус. Цитадель 3) — стратегия в реальном времени с элементами градостроительного симулятора от Firefly Studios из серии Stronghold. Игра вышла 25 октября 2011 года, а в России и СНГ — 28 октября. Разработчиком игры является компания Firefly Studios, а издателем — 7Sixty. Это шестая игра в серии игр Stronghold. Является продолжением игр Stronghold, выпущенной в 2001 году, и Stronghold 2, выпущенной в 2005 году.

## Разработка
В 2008 году, вскоре после выпуска Stronghold Crusader Extreme, было впервые объявлено, что компания FireFly Studios работает над новыми играми в серии Stronghold. Вскоре появилась информация, что это будут игры Stronghold Crusader 2 и Stronghold 3. Однако было заявлено, что компания начнёт работы по одной из этих игр лишь после того, как будет выпущена игра Stronghold Kingdoms (в 2010 году). Позже было объявлено, что, вероятно, это будет игра Stronghold 3.
Официально игра была представлена только 14 мая 2010 года, одновременно с официальным сайтом игры.
Анонсирована смена дня и ночи, качественная 3D графика, представлено несколько скриншотов. Разработчики заявили о том, что физический движок игры будет полностью изменён. Появится возможность разрушения природных объектов, пересмотрена система расположения строений. Возможно, появятся некоторые новые здания. Будет изменена система разрушений зданий. Также стало известно, что в Stronghold 3 появится система управления небоевыми юнитами, многие процессы в игре будут происходить под управлением искусственного интеллекта. Будет уделено больше внимания военной части игры, проработаны физические особенности осадных орудий. Игра будет распространяться через Steam, также будут добавлены новые опции для игроков по сети. Известно, что игра выйдет на базе физического движка Havok. Также анонсирован внешний редактор карт и ряд возможностей по изменению рельефа.

### Нововведения в игре
Новая улучшенная система стройки замков, позволит приблизиться к реальности и углубиться во все тонкости этого ремесла. Графика была усовершенствована, введена новая погодная система и передовое освещение, были добавлены несколько режимов, в том числе ночные осады, новые возможности при штурме замков, возможность осаждать реальные исторические замки. Ночной режим, аналог тумана войны из других игр.
Сеттинг Stronghold 3 больше схож с первой частью. Внешний вид построек внутри крепости изменяется в зависимости от расположения: к примеру, чем ближе дом к замку, тем он богаче выглядит, чем дальше — беднее.

## Игровая система
Как и в предыдущих играх серии, в этой части будет акцент на развитие экономики и военного дела. Игроки смогут выбрать, какую тактику им использовать — экономическую или военную, — и каждый будет иметь свои собственные миссии и сюжетные линии, которые связываются в основной сюжет. Экономика всегда была важным аспектом Stronghold. Игрокам нравится выбор между атакой вражеского замка или постройкой своего и сбором большой армии наряду с управлением своими собственными ресурсами, такими как еда, золото и благородство.

### Сюжет
Сюжет игры должен был стать продолжением для сюжета первой игры серии Stronghold. По замыслу создателей действие происходит в том же мире, спустя 7 лет.
Волк выжил после тяжёлого ранения в битве с протагонистом и падения с башни. Ему удалось бежать на Восток и там восстановить силы. Через семь лет Волк возвращается, сопровождаемый своим новым союзником Шакалом. Кроме того, к Волку присоединяются сыновья его убитых приспешников герцогов де Пюса (Крыса) и де Трюфа (Кабан). В игре будет присутствовать ряд уже знакомых персонажей из Stronghold, а также ряд новых героев. Появились такие герои, как Шакал, леди Екатерина и так далее.

## Отзывы и критика
| Сводный рейтинг       | Сводный рейтинг |
| Агрегатор             | Оценка          |
| --------------------- | --------------- |
| GameRankings          | 46,11 %         |
| Metacritic            | 47 %            |
| Иноязычные издания    |                 |
| Издание               | Оценка          |
| Destructoid           | 2/10            |
| Game Informer         | 4/10            |
| GamePro               | 2/5             |
| GameSpot              | 4,5/10          |
| GameSpy               | 1,5/5           |
| GamesRadar+           | 4/10            |
| IGN                   | 5,5/10          |
| PC Gamer (UK)         | 56 %            |
| PC PowerPlay          | 5/10            |
| Русскоязычные издания |                 |
| Издание               | Оценка          |
| PlayGround.ru         | 4,5/10          |

С момента выпуска Stronghold 3 получил в целом неблагоприятные отзывы, что было связано с большим количеством ошибок в игре. Рецензенты почти единодушно согласились с тем, что Stronghold 3 выглядел незавершённым, хотя многие из них указали на возможность улучшения игры с помощью патчей. По словам портала Game Informer: «Независимо от того, какой аспект игрового процесса вы просматриваете, в его реализации возникают проблемы. Взять ли неглубокую, но трудно управляемую экономику или сказочно ломаные траектории, единственная разница между системами заключается в том, насколько они плохо спроектированы, раздражающи или просто скучны».